# Michael Stahl-David
Pour les articles homonymes, voir Stahl et David.
Michael Stahl-David est un acteur, réalisateur et scénariste américain, né le 28 octobre 1982. 
Il s’est fait connaître à la télévision par son rôle de Sean Donnelly dans la série télévisée The Black Donnellys et au cinéma en 2008 en tenant le rôle principal de Cloverfield, de Matt Reeves.

## Biographie
Il naît à Chicago aux États-Unis de parents physiciens. Il a deux frères, Éric Stahl-David et R. Andrew Stahl-David. Avant d'être acteur, il a été connu pour ses graffitis à Chicago.
Il est diplômé de Collège Columbia de Chicago.

## Carrière
Il commence sa carrière d’acteur en 2001 dans un rôle secondaire de New Port South. En 2003, il joue Craig dans Uncle Nino. Il débute à la télévision en 2007 en faisant une apparition dans la série télévisée New York, section criminelle, puis joue Sean Donnelly dans The Black Donnellys. En 2008, il tient le rôle principal de Cloverfield de Matt Reeves où il interprète Robert Hawkins.

## Filmographie

### Cinéma

#### Longs métrages
- 2001 : New Port South de Kyle Cooper : Rossetti
- 2003 : Uncle Nino (en) de Robert Shallcross : Craig
- 2008 : The Project de Ryan Piotrowicz : Justin
- 2008 : Cloverfield de Matt Reeves : Robert Hawkins
- 2012 : Girls Against Boys de Austin Chick : Simon
- 2013 : Mutual Friends (film) (en) de Matthew Watts : Paul
- 2013 : Le Congrès (The Congress) de Ari Folman : Steve (voix)
- 2014 : Take Care de Liz Tuccillo : Kyle
- 2014 : In Your Eyes de Joss Whedon et Brin Hill : Dylan Kershaw
- 2016 : La Promesse (The Promise) de Terry George : Brad
- 2016 : LBJ de Rob Reiner : Robert F. Kennedy
- 2017 : The Light of the Moon de Jessica M. Thompson : Matt
- 2017 : Please Stand By de Ben Lewin : Jack

#### Courts métrages
- 2010 : No Deal de Joe Burke : Mark
- 2014 : Home Is Where Your Heart Aches de Julian Levy
- 2014 : Believe de Paul Mignot : Murray
- 2015 : The Foreigner de Clancy Chassay : un journaliste
- 2015 : Lay in Wait de Jonathan Ade : Robert
- 2016 : Like an Egyptian de lui-même : Carter
- 2016 : Buried Deep de Timothy Naylor : Michael

### Télévision

#### Séries télévisées
- 2007 :The Black Donnellys : Sean Donnelly (13 épisodes)
- 2007 : New York, section criminelle (Law & Order: Criminal Intent) : Riordan Grady (épisode 17, saison 1)
- 2009 : Numb3rs : Josh Skinner (épisode 19, saison 5)
- 2009 : Mercy : Phil (épisode 2, saison 1)
- 2009 : Kings : Paul Ash (3 épisodes)
- 2010 : My Generation : Steven Foster (2 épisodes)
- 2012 : Person of Interest : Will Ingram (2 épisodes)
- 2013 : Don't Trust the B---- in Apartment 23 : Teddy (épisode 14, saison 2)
- 2014 : New Girl : Ian (épisode 7, saison 4)
- 2015 : The Good Wife : Nathan Bacevich (épisode 17, saison 6)
- 2015 : Show Me a Hero (mini-série) : Jim Surdoval (6 épisodes)
- 2015 : Newsreaders (en) : Chip Dunstreet (1 épisode)
- 2017 : Narcos : Chris Feistl (8 épisodes)
- 2022 : Good Sam : Dr. Caleb Tucker

#### Téléfilms
- 2013 : Boomerang de Craig Brewer : Sam Hamilton
- 2014 : Two to Go de Craig Zisk : Kurt
- 2015 : Juste à temps pour Noël (Just in Time for Christmas) de Sean McNamara : Jason Stewart
- 2017 : Untitled Miami Project de Mark Pellington : Bobby Nickel